# 塞茨訥峰
46°42′28″N 9°06′20″E / 46.7078°N 9.10543°E

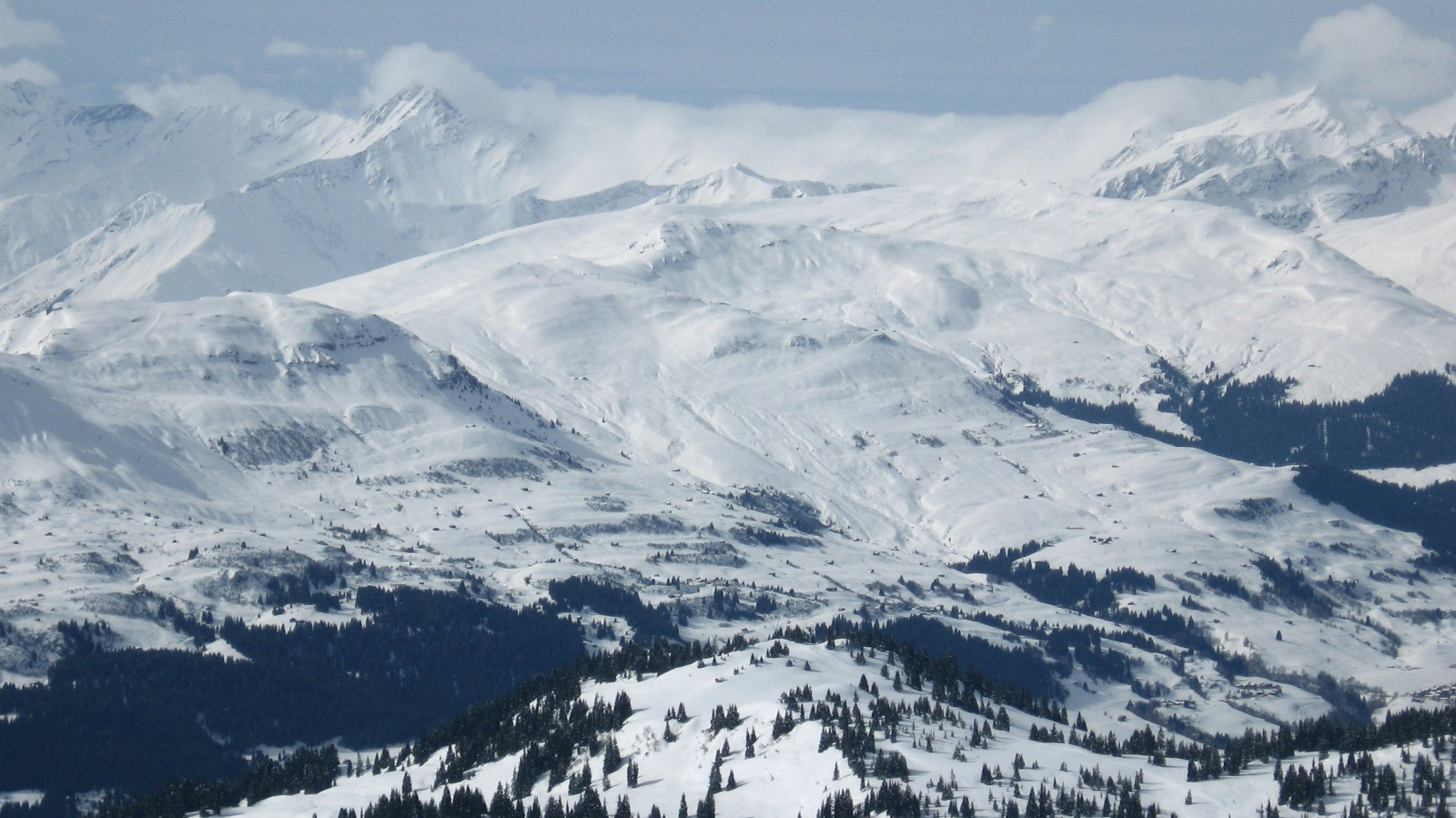

塞茨訥峰（Piz Sezner），是瑞士的山峰，位於該國東南部，由格勞賓登州負責管轄，屬於勒蓬廷山的一部分，海拔高度2,310米，每年平均降雨量1,929毫米。